# Голлербах, Максимилиан Максимилианович
Максимилиан Максимилианович Голлербах (2 июня 1907, Царское Село — 1989) — русский альголог, ученик А. А. Еленкина.

## Биография
В 1924 он окончил среднюю школу и осенью того же года был принят в Ленинградский географический институт.
В 1925 Голлербах перешёл на биологическое отделение физико-математического факультета Ленинградского университета.
В 1955 году подписал «Письмо трёхсот».
Похоронен на Богословском кладбище Санкт-Петербурга.